# Calcio ai Giochi della XXVIII Olimpiade
Il torneo di calcio della XXVIII Olimpiade fu il ventitreesimo torneo olimpico. Si svolse dall'11 al 28 agosto 2004 in cinque città (Atene, Candia, Patrasso, Salonicco e Volos).
Il torneo maschile fu vinto per la prima volta dall'Argentina, che ha anche vinto tutti gli incontri senza mai subire una rete. Il torneo femminile fu vinto per la seconda volta dagli Stati Uniti.

## Squadre

### Torneo maschile
- Argentina
- Australia
- Corea del Sud
- Costa Rica
- Ghana
- Giappone
- Grecia
- Iraq

- Italia
- Mali
- Marocco
- Messico
- Paraguay
- Portogallo
- Serbia e Montenegro
- Tunisia

### Torneo femminile
- Australia
- Brasile
- Cina
- Germania
- Giappone

- Grecia
- Messico
- Nigeria
- Stati Uniti
- Svezia

## Stadi
| Città         | Stadio                   | Capacità |
| ------------- | ------------------------ | -------- |
| Atene         | Stadio Olimpico          | 71 030   |
| Pireo (Atene) | Stadio Karaiskákis       | 33 334   |
| Candia        | Stadio Pankritio         | 26 400   |
| Patrasso      | Stadio Pampeloponnisiako | 18 900   |
| Salonicco     | Stadio Kaftanzoglio      | 28 028   |
| Volos         | Stadio Panthessaliko     | 21 100   |

## Formato

### Torneo maschile
Le sedici squadre vennero divise in quattro gironi all'italiana di quattro squadre ciascuno.
Le prime due classificate di ogni girone si sarebbero qualificate per la fase ad eliminazione diretta, composta da quarti di finale, semifinali, finale per il 3º posto e per il 1º posto.

### Torneo femminile
Le dieci squadre vennero divise in tre gironi all'italiana, di cui due da tre squadre ciascuno ed una da quattro.
Le prime due classificate più le due migliori terze si sarebbero qualificate per la fase ad eliminazione diretta, composta da quarti di finale, semifinali, finale per il 3º posto e per il 1º posto.

## Podio

### Torneo maschile
| 2º posto Paraguay | Campione olimpico di calcio maschile Argentina 1º titolo | 3º posto Italia |

| Pos | Squadra   | Formazione |
| --- | --------- | --- |
|     | Argentina | Argentina olimpica - Calcio ai Giochi Olimpici Estivi 20041 Caballero, 2 Ayala, 3 Burdisso, 4 Coloccini, 5 Mascherano, 6 Heinze, 7 Saviola, 8 Delgado, 9 Figueroa, 10 Tévez, 11 K. González, 12 Rosales, 13 Medina, 14 Rodríguez, 15 D'Alessandro, 16 L. González, 17 M. González, 18 Lux, 21 Fernández, CT: Bielsa |
|     | Paraguay  | Paraguay olimpica - Calcio ai Giochi Olimpici Estivi 20041 Romero, 2 Martínez, 3 Manzur, 4 Gamarra, 5 Devaca, 6 Esquivel, 7 Giménez, 8 E. Barreto, 9 Bareiro, 10 Figueredo, 11 Torres, 12 Benítez, 13 Enciso, 14 González, 15 Cristaldo, 16 Díaz, 17 Cardozo, 18 D. Barreto, CT: Jara Saguier                       |
|     | Italia    | Italia olimpica - Calcio ai Giochi Olimpici Estivi 20041 Amelia, 2 Chiellini, 3 Moretti, 4 Ferrari, 5 Bonera, 6 De Rossi, 7 Pinzi, 8 Palombo, 9 Gilardino, 10 Pirlo, 11 Sculli, 12 Gasbarroni, 13 Barzagli, 14 Bovo, 15 Donadel, 16 Del Nero, 17 Mesto, 18 Pelizzoli, CT: Gentile                                   |

### Torneo femminile
| 2º posto Brasile | Campione olimpico di calcio femminile Stati Uniti 2º titolo | 3º posto Germania |

| Pos | Squadra     | Formazione |
| --- | ----------- | --- |
|     | Stati Uniti | Stati Uniti - Calcio ai Giochi Olimpici Estivi 20041 Scurry, 2 Mitts, 3 Rampone, 4 Reddick, 5 Tarpley, 6 Chastain, 7 Boxx, 8 Hucles, 9 Hamm, 10 Wagner, 11 Foudy, 12 Parlow, 13 Lilly, 14 Fawcett, 15 Markgraf, 16 Wambach, 17 O'Reilly, 18 Luckenbill, CT: Heinrichs               |
|     | Brasile     | Brasile - Calcio ai Giochi Olimpici Estivi 20041 Maravilha, 2 Grazielle, 3 Mônica, 4 Tânia, 5 Juliana, 6 Renata Costa, 7 Formiga, 8 Daniela, 9 Pretinha, 10 Marta, 11 Rosana, 12 Cristiane, 13 Aline, 14 Elaine, 15 Maycon, 17 Roseli, 18 Andréia, 21 Dayane, CT: Simões            |
|     | Germania    | Germania - Calcio ai Giochi Olimpici Estivi 20041 Rottenberg, 2 Stegemann, 3 Garefrekes, 4 Jones, 5 Günther, 6 Odebrecht, 7 Wunderlich, 8 Wimbersky, 9 Prinz, 10 Lingor, 11 Müller, 12 Omilade, 13 Minnert, 14 Bachor, 15 Fuss, 16 Pohlers, 17 Hingst, 18 Angerer, CT: Theune-Meyer |

## Marcatori

### Torneo maschile
| Pos | Giocatore         | Gol |
| --- | ----------------- | --- |
| 1   | Carlos Tévez      | 8   |
| 2   | José Cardozo      | 5   |
| 3   | Fredy Bareiro     | 4   |
| 3   | Alberto Gilardino | 4   |
| 3   | Tenema Ndiaye     | 4   |
| 6   | John Aloisi       | 3   |
| 7   | 14 giocatori      | 2   |
| 21  | 41 giocatori      | 1   |

### Torneo femminile
| Pos | Giocatore      | Gol |
| --- | -------------- | --- |
| 1   | Cristiane      | 5   |
| 1   | Birgit Prinz   | 5   |
| 3   | Abby Wambach   | 4   |
| 4   | Kristine Lilly | 3   |
| 4   | Marta          | 3   |
| 4   | Pretinha       | 3   |
| 7   | 5 giocatrici   | 2   |
| 12  | 22 giocatrici  | 1   |